# Shaquille O'Neal
Shaquille Rashaun O'Neal (Newark, 6 marzo 1972) è un ex cestista, attore, rapper e disc jockey statunitense.
Chiamato Shaq ma noto con molti altri soprannomi (Big Diesel, Big Aristotle, Last Center Left, Most Dominant Ever...), ha giocato per diciannove anni in NBA vincendo tre titoli consecutivi con i Los Angeles Lakers (risultando in tutte e tre le occasioni MVP delle finali) e uno con i Miami Heat (il primo nella storia della franchigia).
Considerato tra i migliori giocatori nella storia della pallacanestro e uno dei più dominanti sul piano fisico, con il Team USA ha vinto il mondiale nel 1994 in Canada e il titolo olimpico ad Atlanta 1996. Nella sua lunga carriera in NBA ha vinto 1 MVP della stagione regolare nel 2000; 3 MVP delle finali consecutivi tra il 2000 e il 2002 (come lui solo Michael Jordan che è riuscito a farlo 2 volte) e uno dei 5 giocatori a vincerne almeno 3 (insieme a Michael Jordan, LeBron James, Magic Johnson e Tim Duncan); 3 MVP dell'All-Star Game (come lui solo Michael Jordan, Oscar Robertson e LeBron James, dietro a Kobe Bryant e Bob Pettit, entrambi a quota 4).
È stato selezionato in 14 All-NBA Team (di cui 8 nel First Team NBA) e 3 All-Defensive Team e ha avuto 15 convocazioni all'All-Star Game. Si trova ottavo per punti totali e per blocchi totali nella regular season. Prima scelta assoluta al Draft NBA 1992, nella medesima stagione è stato nominato "Rookie dell'anno".
Ai playoff è quarto per stoppate totali, quinto per rimbalzi e punti totali e sesto per minuti totali. È uno dei 3 giocatori, insieme a Tim Duncan e Lebron James, ad avere almeno 5.000 punti e 2.500 rimbalzi ai playoff NBA.
Alle NBA Finals risulta terzo per stoppate totali (dopo Tim Duncan e Kareem Abdul-Jabbar), decimo per rimbalzi totali e tredicesimo per punti totali.
Dopo il ritiro nel 2011 i Lakers hanno reso nota l'intenzione di ritirare il n. 34, indossato nella sua permanenza in California, e la cerimonia è avvenuta il 2 aprile 2013; analogamente il 22 dicembre 2016 gli Heat hanno ritirato la sua maglia n. 32. Il 13 febbraio 2024 anche gli Orlando Magic hanno ritirato il suo numero 32, il primo nella storia della franchigia. Ciò lo ha reso il terzo giocatore della storia il cui numero è stato ritirato da tre squadre, dopo Wilt Chamberlain e Pete Maravich.
Il 4 aprile 2016 è stato inserito nella Naismith Memorial Basketball Hall of Fame insieme a Yao Ming e Allen Iverson e dal 2017 fa parte anche della FIBA Hall of Fame.

## Biografia
O'Neal è nato il 6 marzo 1972 a Newark, nel New Jersey, da Lucille O'Neal e Joe Toney, quest'ultimo giocatore di basket al liceo, in una famiglia di origini giamaicane. Toney ha lottato contro la tossicodipendenza ed è stato arrestato ed imprigionato per possesso di droga quando O'Neal era un bambino. Dopo il suo rilascio, non ha più avuto un posto nella vita di O'Neal ed ha rinunciato ai suoi diritti genitoriali che sono passati al patrigno giamaicano di O'Neal, Phillip Arthur Harrison, un sergente dell'esercito di carriera. All'età di 13 anni O'Neal era già alto 1,98 m. A causa della carriera militare del suo patrigno, la famiglia lasciò Newark, trasferendosi nelle basi militari in Germania e Texas.

## Caratteristiche tecniche
Alto 216 cm per 147 kg, dotato di un piede numero 58 (23 in misura anglosassone), viene considerato uno dei giocatori più dominanti della storia NBA. Dotato di forte personalità, la sua imponente struttura fisica, supportata da una possente muscolatura, gli permetteva di combinare potenza ed esplosività insieme alla capacità di giocare spalle a canestro risultando davvero difficile da contenere, la sua schiacciata era talmente potente che in alcune occasioni ha compromesso la stabilità dell'impianto del canestro.
Aveva nel tiro libero il suo più evidente punto debole: la sua percentuale realizzativa in questa voce statistica è inferiore al 53%, con un record negativo NBA di 0/11 stabilito nella sfida interna contro i Seattle SuperSonics dell'8 dicembre 2000. Vista l'elevata probabilità di errore, le squadre avversarie adottavano spesso una tattica, nota come Hack-a-Shaq, che consisteva nel mandare O'Neal in lunetta nei momenti decisivi della partita, sperando che sbagliasse. La sua difficoltà nel tiro libero è dovuta a una frattura del polso che ha subito quando era piccolo.
A fine dicembre del 2008 O'Neal ha raggiunto il poco ambito traguardo dei 5000 tiri sbagliati dalla lunetta, che fino ad allora era stato appannaggio del solo Wilt Chamberlain.

## Carriera

### High School
O'Neal frequentò la Robert G. Cole High School a San Antonio, Texas, con la quale giocò dal 1987 al 1989. Con lui in campo, la squadra ebbe un record complessivo di 68 partite vinte ed una sola sconfitta. Nel suo ultimo anno, Shaq fece registrare 32 punti, 22 rimbalzi e 8 stoppate di media, conducendo i Cougars al titolo dello Stato.
Il 7 marzo 2014, in occasione del 25º anniversario di quel trionfo, la sua maglia n. 33 è stata ritirata.

### College
Finita la high school, si iscrisse alla Louisiana State University per studiare business. Iniziò a mettersi in luce giocando nei LSU Tigers e vestendo il numero 33. Sotto la guida di coach Dale Brown, militò ad LSU fino al 1992, chiudendo la sua carriera universitaria dopo tre anni con più di 20 punti e di 10 rimbalzi di media a partita e ricevendo, nel 1991, il premio come miglior giocatore della NCAA. Proprio nel 1992 decise di fare il salto tra i professionisti, dichiarandosi eleggibile per il Draft NBA.

### NBA

#### Orlando Magic
Venne scelto con la prima chiamata assoluta al Draft NBA 1992 dagli Orlando Magic. Si impose subito nel panorama NBA per le doti atletiche già messe in mostra al college. Nei suoi primi anni NBA, schiacciando, fece addirittura collassare il canestro per ben due volte, una volta contro i New Jersey Nets e una contro i Phoenix Suns. In un'intervista Shaq dichiarò che nella partita contro i Nets cercò volontariamente di rompere il canestro per "farla pagare" a Derrick Coleman, che gli aveva schiacciato in faccia nel precedente incontro tra le due squadre.
Nella stagione 1994-95 gli Orlando Magic raggiunsero la prima finale NBA della loro storia, guidati in campo da O'Neal (media di 29,4 punti a gara) e Penny Hardaway. In finale vennero però sconfitti dagli Houston Rockets capitanati da un altro celebre centro, Hakeem Olajuwon. L'anno dopo i Magic riprovarono a raggiungere l'atto conclusivo: nella finale della Eastern Conference, tuttavia, incontrarono i Chicago Bulls del rientrante Michael Jordan e vennero eliminati in sole 4 partite.
L'estate 1996 è quella dell'addio a Orlando. O'Neal richiedeva alla sua squadra un prolungamento del contratto e delle cifre simili a quelle percepite da Alonzo Mourning, 112 milioni di dollari per 7 anni. I Magic offrirono oltre 117 milioni, mentre intanto i Los Angeles Lakers gliene promisero 6 in più: l'elevato ingaggio (122 milioni in 7 anni) e il richiamo di Los Angeles (O'Neal aveva sempre sognato di giocare in quella che era stata la squadra del suo idolo Magic Johnson, e inoltre non aveva mai nascosto le sue aspirazioni nel campo dello spettacolo) gli guadagnarono il trasferimento ai giallo-viola.

#### Los Angeles Lakers

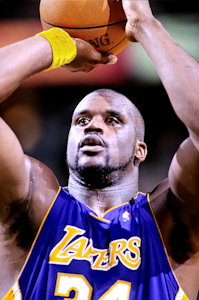
Shaquille O'Neal esegue un tiro libero con i Los Angeles Lakers

Nell'estate del 1996 O'Neal passò dunque ai Los Angeles Lakers come svincolato. La squadra, pur essendo una delle più quotate in Western Conference, e pur disputando ottime regular season, per tre anni si fermò prima dell'approdo in finale.
Con l'esplosione della giovane guardia Kobe Bryant e l'arrivo di Phil Jackson (già vincitore di sei titoli con i Chicago Bulls) come coach nel 1999, la squadra fece finalmente il salto di qualità. Per tre anni consecutivi i Lakers vinsero così il titolo NBA (2000, 2001 e 2002); in queste tre occasioni O'Neal venne anche votato come miglior giocatore delle finali (secondo giocatore nella storia della NBA a riuscirci dopo Michael Jordan), vincendo quasi all'unanimità il titolo di miglior giocatore della regular season nella stagione 1999-2000.
In seguito alla sconfitta subita nella finale NBA del 2004 da parte dei Detroit Pistons, però, O'Neal decise di lasciare Los Angeles, dopo otto stagioni e tre titoli NBA vinti. Si separò così anche da Kobe Bryant, l'altra stella della squadra, con cui aveva avuto diverse divergenze.
Il 14 luglio 2004 venne ufficializzato il trasferimento di O'Neal ai Miami Heat: ai Lakers andarono in cambio Caron Butler, Lamar Odom e Brian Grant, più una prima scelta per un draft futuro (che i Lakers utilizzarono per selezionare Jordan Farmar nel 2006).
Uno degli episodi più curiosi dell'avventura di O'Neal in maglia gialloviola si verifica il giorno del suo compleanno nel 2000: prima del derby contro i Los Angeles Clippers, i responsabili del palazzetto gli fecero pagare 6000$ per i biglietti destinati ai familiari: Shaq si vendicò segnando ai rivali ben 61 punti e conquistando 23 rimbalzi.

#### Miami Heat

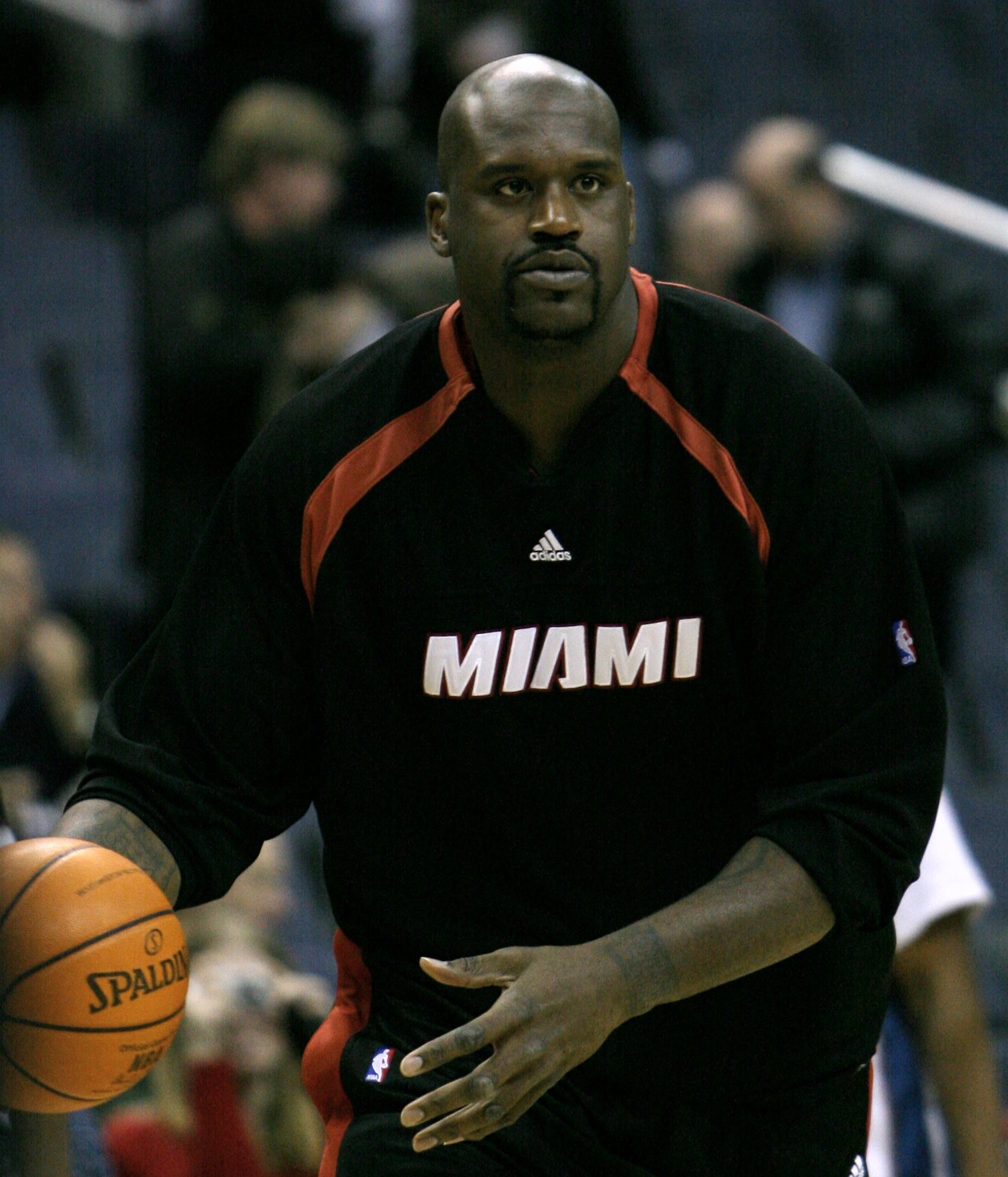
O'Neal in un prepartita con gli Heat

Così, nell'estate 2004, O'Neal arrivò alla corte di Pat Riley, in Florida, ai Miami Heat, ai quali subito promise che nella sua permanenza agli Heat avrebbe portato alla franchigia almeno un titolo NBA.
Nel 2005 Miami, grazie a O'Neal e alla stella emergente di Dwyane Wade, arrivò ad un passo dalla finale e dall'impresa, dovendosi arrendere ai Detroit Pistons nelle finali della Eastern Conference, complice anche un infortunio allo stesso Wade.
Ma nel 2006 la promessa di O'Neal venne mantenuta. I Miami Heat batterono i Detroit Pistons, aggiudicandosi il titolo della Eastern Conference, e quindi il primo viaggio alle NBA Finals. In una serie lunga sei gare sconfissero i Dallas Mavericks, aggiudicandosi il titolo di campioni NBA per la prima volta nella loro storia. Fu quello il quarto titolo NBA della carriera del centro di Newark.
Nel 2007, invece, complice la tormentata stagione di Wade e dello stesso O'Neal dal punto di vista degli infortuni, gli Heat vennero eliminati nel primo turno dei play-off dai Chicago Bulls, con un perentorio 4 a 0 nella serie; playoff che del resto avevano conquistato solo con un buon finale di stagione raggiungendo il quarto posto della Eastern Conference.

#### Phoenix Suns

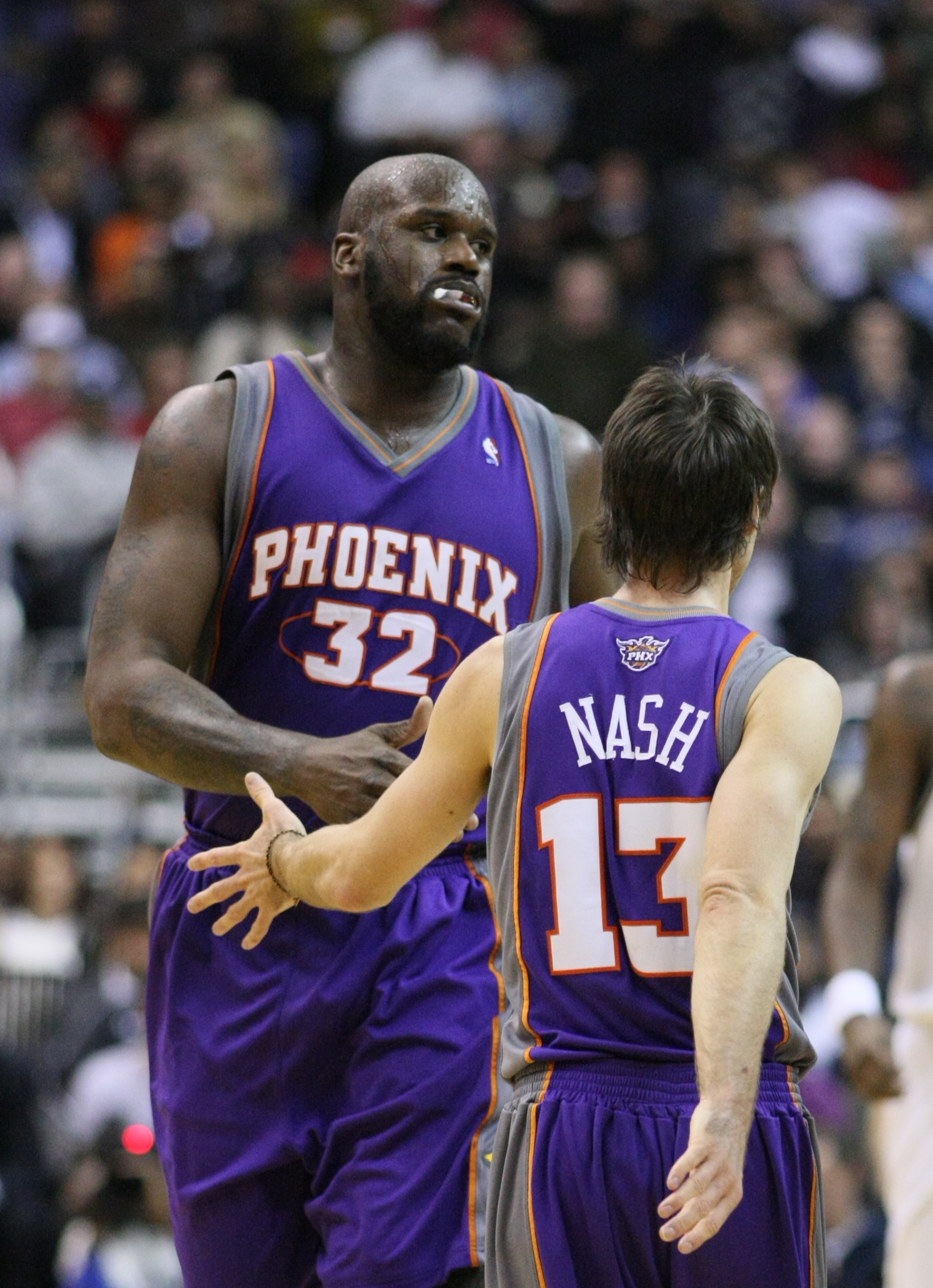
O'Neal con Steve Nash

Il 6 febbraio 2008 il cestista viene scambiato dagli Heat ai Phoenix Suns, in cambio di Shawn Marion e Marcus Banks. Acquistato con lo scopo di aiutare soprattutto in difesa e a rimbalzo, O'Neal ha contribuito al raggiungimento delle 55 vittorie in stagione; al primo turno dei playoff Phoenix è stata però battuta nettamente dai San Antonio Spurs, perdendo la serie per 4 a 1. Intanto gli Heat, senza O'Neal, hanno chiuso la regular season come peggior squadra della lega, con sole 15 vittorie e ben 67 sconfitte all'attivo.
Sempre nella stagione 2007-2008, per la prima volta da quando è in NBA, O'Neal non è stato selezionato per l'All-Star Game 2008, dopo ben 14 selezioni consecutive (ha però saltato l'appuntamento in tre occasioni per infortunio); ma tornato nel successivo All-Star Game 2009, vince il premio come MVP dell'All Star Game a pari merito con Kobe Bryant.
Il 12 novembre 2008, con una schiacciata durante una partita contro gli Houston Rockets, O'Neal supera i 26 395 punti in carriera segnati da John Havlicek, entrando così nella lista dei 10 migliori realizzatori nella storia della NBA.
Il 30 dicembre 2008, ancora con una schiacciata nell'ultimo quarto della partita contro i Memphis Grizzlies, supera Oscar Robertson e con 26 715 punti diventa l'ottavo miglior realizzatore di sempre nella NBA.

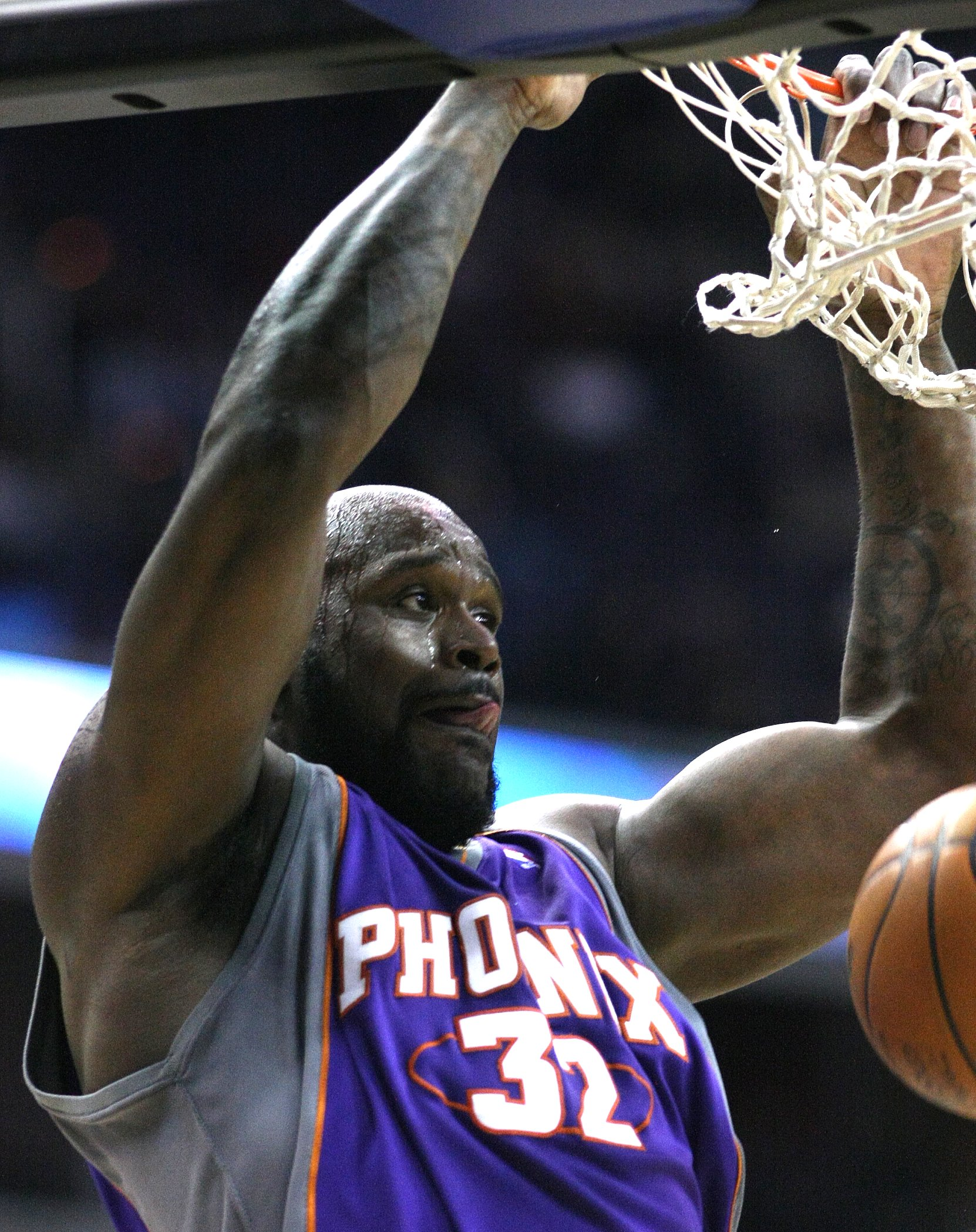
O'Neal esegue una schiacciata

Il 29 gennaio 2009, nel secondo quarto della partita contro i San Antonio Spurs, tocca quota 26.947 punti (anche questa volta gli ultimi due arrivano in schiacciata) e diventa il settimo miglior marcatore NBA di sempre, superando un altro grandissimo centro, Hakeem Olajuwon.
Il 21 marzo 2009, grazie ai 13 punti messi a referto nella vittoria contro i Washington Wizards, Shaq si porta a quota 27 411 punti diventando il quinto marcatore della storia NBA, superando un altro suo illustre pari-ruolo, Moses Malone. Anche stavolta gli ultimi due punti sono arrivati in schiacciata. Il 6 febbraio 2012 scende al sesto posto tra i più grandi marcatori NBA, venendo superato da Kobe Bryant.

#### Cleveland Cavaliers
Il 25 giugno 2009 O'Neal passa ai Cleveland Cavaliers in cambio di Aleksandar Pavlović, Ben Wallace, una scelta nel 2º giro del Draft NBA 2009 e $500 000. Per la nuova avventura con la squadra dell'Ohio decide di tornare ad indossare il numero 33, usato ai tempi di LSU.
Il 19 gennaio 2010, grazie ai 16 punti realizzati contro i Toronto Raptors, supera il prestigioso traguardo dei 28 000 punti. All'epoca, divenne il 5º giocatore a riuscirci dopo Kareem Abdul-Jabbar, Karl Malone, Michael Jordan e Wilt Chamberlain.
Il 25 febbraio 2010 si procura una frattura ad un dito della mano che rende necessario un intervento chirurgico. Fa il suo ritorno in campo in gara-1 del primo turno dei playoff contro i Chicago Bulls. I Cavaliers vincono la serie in 5 partite, ma vengono eliminati dai Boston Celtics nelle semifinali di Conference.

#### Boston Celtics

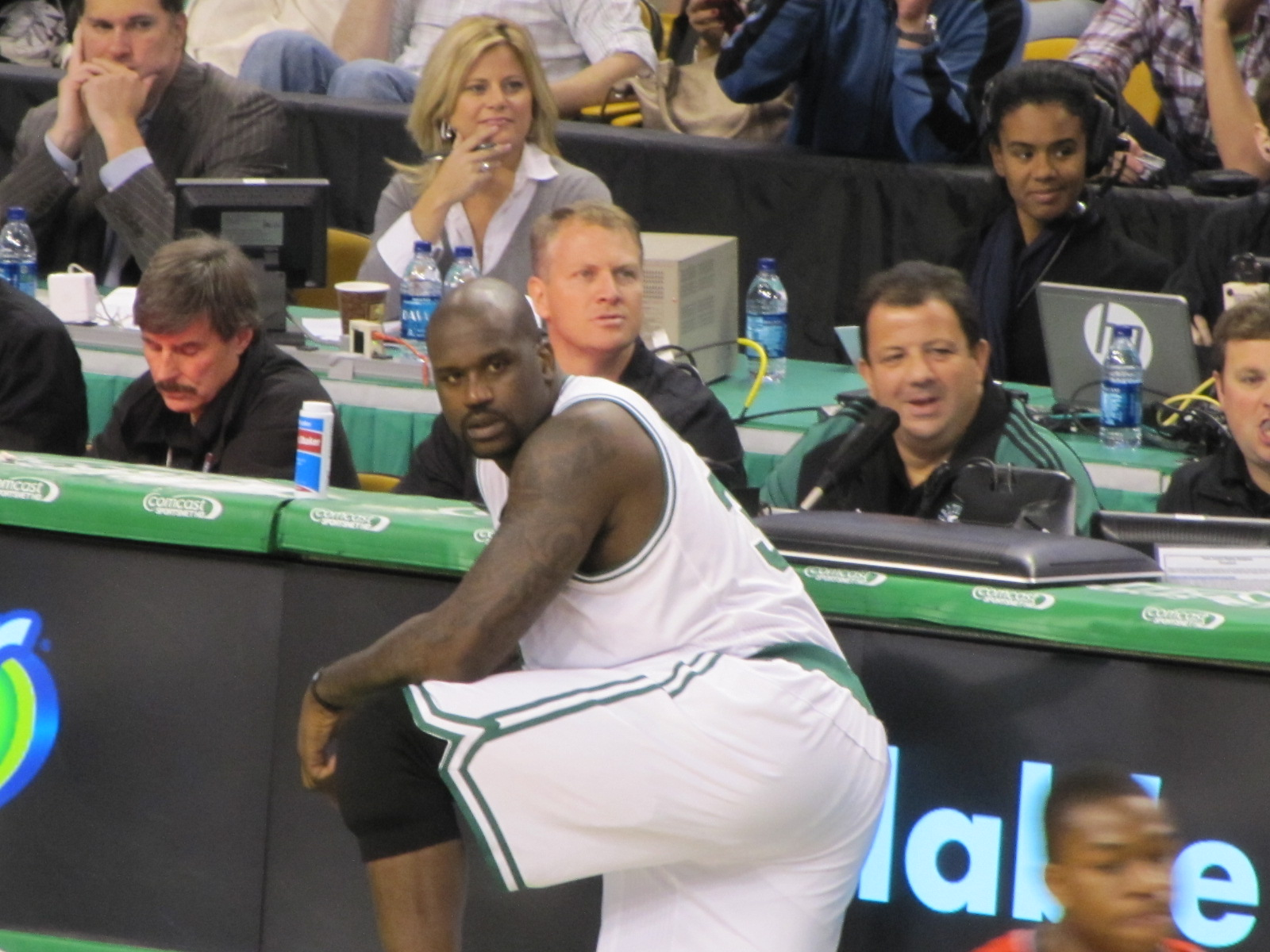
O’Neal con la casacca dei Boston Celtics nel 2010

Il 4 agosto 2010 Shaq firma un contratto biennale con i Boston Celtics dando comunque un buon contributo alla squadra al minimo salariale (1.4 milioni di dollari annui). Vedendo i suoi abituali numeri di maglia non disponibili, opta per la casacca numero 36.
Il 1º giugno 2011 annuncia tramite Twitter il suo ritiro. Numerosi sono stati i tributi offerti alla sua carriera trasmessi sul mega schermo dei Miami Heat durante le finali NBA.

### Dopo il ritiro
Nel settembre 2013 acquista una quota azionaria minoritaria dei Sacramento Kings, divenendo uno dei comproprietari della franchigia NBA.

#### Carriera televisiva eShaqtin'a Fool

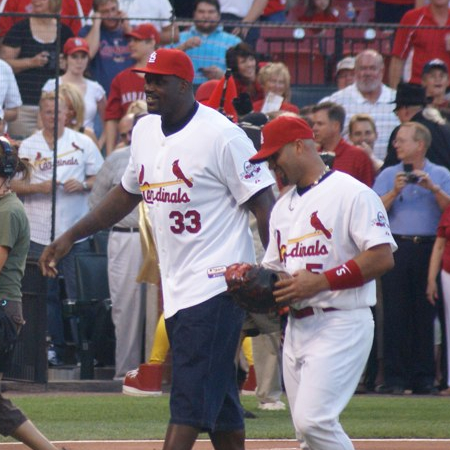
Shaquille con Albert Pujols

Dal 2011 Shaquille O'Neal è uno dei conduttori, insieme al presentatore Ernie Johnson, all'opinionista ed ex giocatore Kenny Smith e all'ex stella NBA Charles Barkley, della celebre trasmissione di approfondimento sportivo Inside the NBA, in onda nel postgara su TNT.
All'interno del programma, oltre a partecipare come opinionista ai vari dibattiti, Shaq conduce la rubrica Shaqtin'a Fool, che grazie alla diffusione tramite Internet è diventata in breve tempo nota in tutto il mondo. In questo spazio, O'Neal sceglie e commenta le cinque giocate più comiche delle partite NBA della settimana. Una delle "vittime" più frequenti è il centro dei Sacramento Kings JaVale McGee (introdotto da Shaq che urla il suo nome), il quale è peraltro intervenuto più volte in trasmissione per dire bonariamente la sua.

#### Wrestling
Da sempre grande appassionato di wrestling, è apparso il 3 aprile 2016 a WrestleMania 32 all'André the Giant Memorial Battle Royal dov'è stato eliminato dallo sforzo combinato di tutti gli altri atleti. In precedenza, quando non si era ancora ritirato dal basket, aveva fatto da general manager nella puntata di Raw del 27 luglio 2009.
In vista di WrestleMania 33 si è ventilata la possibilità, poi non concretizzatasi, di un suo match contro Big Show.
Nel dicembre 2020 ha iniziato una collaborazione con la federazione All Elite Wrestling, prendendo inizialmente parte a un episodio di AEW Dynamite e poi esordendo nel ring di Jacksonville a fianco di Jade Cargill (che ne aveva già anticipato l'arrivo in compagnia nei mesi precedenti) nella puntata del 3 marzo 2021, dove la coppia ha sconfitto Cody Rhodes e Red Velvet.

## Vita privata
Si è sposato con Shaunie Nelson il 26 dicembre 2002 e insieme hanno avuto quattro figli: Shareef, Amirah, Shaqir e Me'arah. Sia O'Neal che la moglie hanno anche avuto un figlio da precedenti relazioni. Il 4 settembre 2007 la coppia ha presentato istanza di divorzio, ma si è successivamente riconciliata. Il 10 novembre 2009, però, Shaunie ha nuovamente firmato le carte per il divorzio, citando "differenze inconciliabili". Nel 2015 il figlio Shareef è stato inserito tra i giocatori più promettenti nel panorama cestistico giovanile con un "gioco totalmente opposto allo stile del padre" a causa della sua costruzione più atletica e del miglior raggio di tiro.
Nel 1994 è uscito un videogame ispirato alla sua figura, intitolato Shaq Fu e pubblicato da Electronic Arts per varie piattaforme dell'epoca. Il 1º gennaio 2010 viene accusato dalla modella Vanessa Lopez di molestie sessuali. Nell'estate del 2010 O'Neal ha iniziato a frequentare la star televisiva Nicole "Hoopz" Alexander. La coppia risiedeva nella casa di O'Neal a Sudbury, Massachusetts, ma i due si sono lasciati nel 2012.
Come ha annunciato lui stesso durante uno show televisivo, O'Neal è stato iniziato alla massoneria, iscritto al pié di lista della loggia "Widow's Son" n. 28 di Boston, Massachusetts.

## Soprannomi

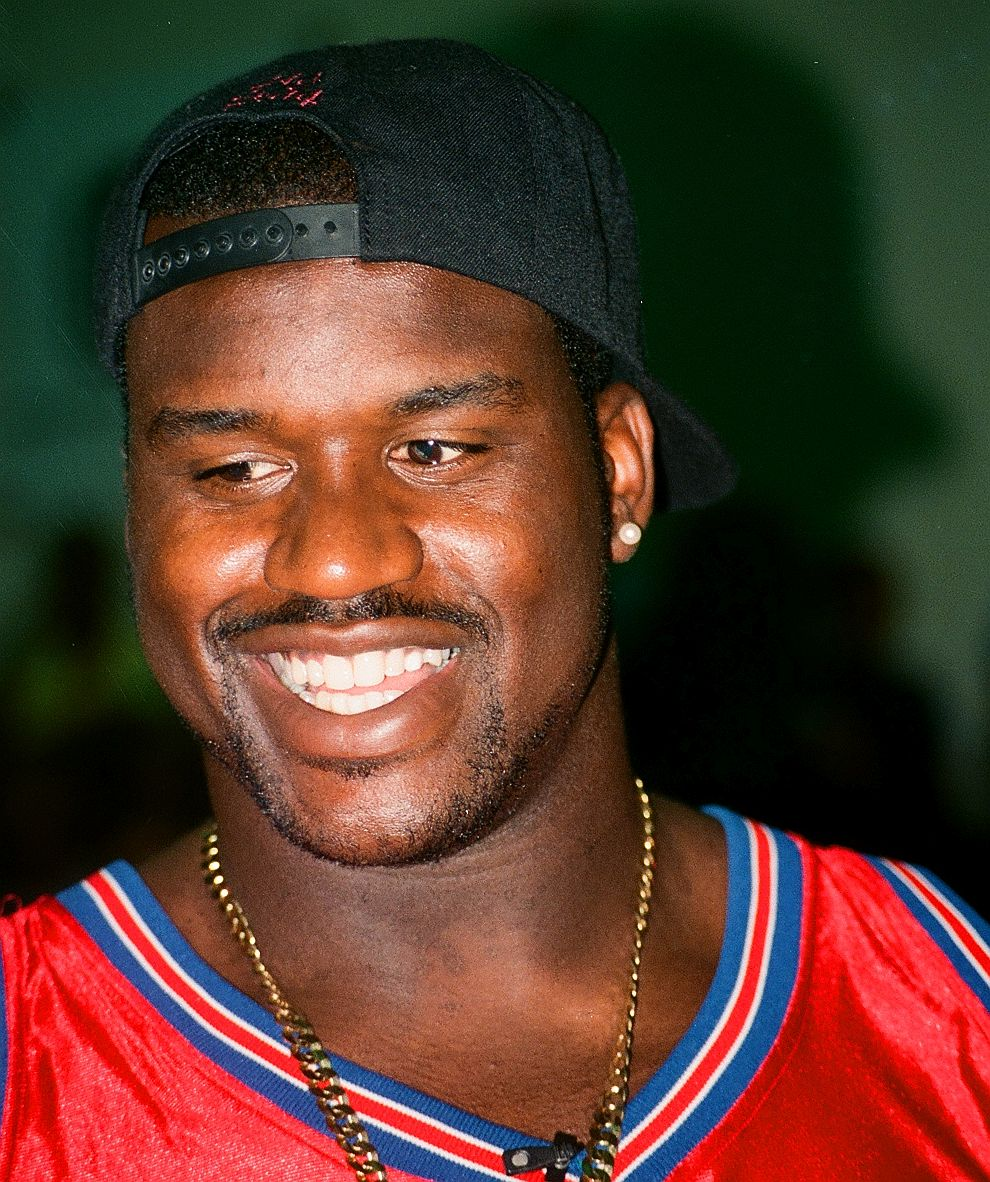
O' Neal nel 1998

Elenco dei nomi con cui Shaquille O'Neal si è soprannominato o è stato soprannominato dai giornalisti:
- The Big Aristotle (Il Grande Aristotele)
- Hobo Master (Maestro vagabondo)
- Shaq
- The Diesel (Il Diesel)
- Shaq Fu
- The Big Daddy (Il Grande Papà)
- Superman
- The Big Agave (La grande Agave)
- The Big Cactus (Il Grande Cactus)
- The Big Shaqtus (Il Grande Shaqtus)
- The Big Galactus (Il Grande Galactus)
- Wilt Chamberneezy
- The Big Baryshnikov (Il Grande Baryshnikov)
- The Real Deal (Il Vero Affare)
- The Big Shamrock (Il Grande Shamrock)
- The Big Leprechaun (Il Grande Leprecauno)
- Shaqovic
- The Big Conductor (Il Grande Conduttore)

## Statistiche
| † | Denota le stagioni in cui ha vinto il titolo |
| * | Primo nella lega                             |

### NCAA
| Anno      | Squadra    | PG | PT | MP   | TC%  | 3P% | TL%  | RP   | AP  | PRP | SP  | PP   |
| --------- | ---------- | -- | -- | ---- | ---- | --- | ---- | ---- | --- | --- | --- | ---- |
| 1989-1990 | LSU Tigers | 32 | -  | 28,2 | 57,3 | -   | 55,6 | 12,0 | 1,9 | 1,2 | 3,6 | 13,9 |
| 1990-1991 | LSU Tigers | 28 | -  | 31,5 | 62,8 | -   | 63,8 | 14,7 | 1,6 | 1,5 | 5,0 | 27,6 |
| 1991-1992 | LSU Tigers | 30 | -  | 24,1 | 61,5 | -   | 52,8 | 14,0 | 1,5 | 1,0 | 5,2 | 24,1 |
| Carriera  | Carriera   | 90 | -  | 30,5 | 61,0 | -   | 57,5 | 13,5 | 1,7 | 1,2 | 4,6 | 21,6 |

### NBA

#### Regular season
| Anno       | Squadra             | PG   | PT   | MP   | TC%   | 3P%  | TL%  | RP   | AP  | PRP | SP  | PP    |
| ---------- | ------------------- | ---- | ---- | ---- | ----- | ---- | ---- | ---- | --- | --- | --- | ----- |
| 1992-1993  | Orlando Magic       | 81   | 81   | 37,9 | 56,2  | 0,0  | 59,2 | 13,9 | 1,9 | 0,7 | 3,5 | 23,4  |
| 1993-1994  | Orlando Magic       | 81   | 81   | 39,8 | 59,9* | 0,0  | 55,4 | 13,2 | 2,4 | 0,9 | 2,9 | 29,3  |
| 1994-1995  | Orlando Magic       | 79   | 79   | 37,0 | 58,3  | 0,0  | 53,3 | 11,4 | 2,7 | 0,9 | 2,4 | 29,3* |
| 1995-1996  | Orlando Magic       | 54   | 52   | 36,0 | 57,3  | 50,0 | 48,7 | 11,0 | 2,9 | 0,6 | 2,1 | 26,6  |
| 1996-1997  | L.A. Lakers         | 51   | 51   | 38,1 | 55,7  | 0,0  | 48,4 | 12,5 | 3,1 | 0,9 | 2,9 | 26,2  |
| 1997-1998  | L.A. Lakers         | 60   | 57   | 36,3 | 58,4* | -    | 52,7 | 11,4 | 2,4 | 0,7 | 2,4 | 28,3  |
| 1998-1999  | L.A. Lakers         | 49   | 49   | 34,8 | 57,6* | 0,0  | 54,0 | 10,7 | 2,3 | 0,7 | 1,7 | 26,3  |
| 1999-2000† | L.A. Lakers         | 79   | 79   | 40,0 | 57,4* | 0,0  | 52,4 | 13,6 | 3,8 | 0,5 | 3,0 | 29,7* |
| 2000-2001† | L.A. Lakers         | 74   | 74   | 39,5 | 57,2* | 0,0  | 51,3 | 12,7 | 3,7 | 0,6 | 2,8 | 28,7  |
| 2001-2002† | L.A. Lakers         | 67   | 66   | 36,1 | 57,9* | 0,0  | 55,5 | 10,7 | 3,0 | 0,6 | 2,0 | 27,2  |
| 2002-2003  | L.A. Lakers         | 67   | 66   | 37,8 | 57,4  | -    | 62,2 | 11,1 | 3,1 | 0,6 | 2,4 | 27,5  |
| 2003-2004  | L.A. Lakers         | 67   | 67   | 36,8 | 58,4* | -    | 49,0 | 11,5 | 2,9 | 0,5 | 2,5 | 21,5  |
| 2004-2005  | Miami Heat          | 73   | 73   | 34,1 | 60,1* | -    | 46,1 | 10,4 | 2,7 | 0,5 | 2,3 | 22,9  |
| 2005-2006† | Miami Heat          | 59   | 58   | 30,6 | 60,0* | -    | 46,9 | 9,2  | 1,9 | 0,4 | 1,8 | 20,0  |
| 2006-2007  | Miami Heat          | 40   | 39   | 28,4 | 59,1  | -    | 42,2 | 7,4  | 2,0 | 0,2 | 1,4 | 17,3  |
| 2007-2008  | Miami Heat          | 33   | 33   | 28,6 | 58,1  | -    | 49,4 | 7,8  | 1,4 | 0,6 | 1,6 | 14,2  |
| 2007-2008  | Phoenix Suns        | 28   | 28   | 28,7 | 61,1  | -    | 51,3 | 10,6 | 1,7 | 0,5 | 1,2 | 12,9  |
| 2008-2009  | Phoenix Suns        | 75   | 75   | 30,0 | 60,9* | 0,0  | 59,5 | 8,4  | 1,7 | 0,7 | 1,4 | 17,8  |
| 2009-2010  | Cleveland Cavaliers | 53   | 53   | 23,4 | 56,6  | 0,0  | 49,6 | 6,7  | 1,5 | 0,3 | 1,2 | 12,0  |
| 2010-2011  | Boston Celtics      | 37   | 36   | 20,3 | 66.7  | -    | 55,7 | 4,8  | 0,7 | 0,4 | 1,1 | 9,2   |
| Carriera   | Carriera            | 1207 | 1197 | 34,7 | 58,2  | 4,5  | 52,7 | 10,9 | 2,5 | 0,6 | 2,3 | 23,7  |
| All-Star   | All-Star            | 12   | 9    | 22,8 | 55,1  | 0,0  | 45,2 | 8,1  | 1,4 | 1,1 | 1,6 | 16,8  |

#### Play-off
| Anno     | Squadra             | PG  | PT  | MP   | TC%   | 3P% | TL%  | RP    | AP  | PRP | SP   | PP    |
| -------- | ------------------- | --- | --- | ---- | ----- | --- | ---- | ----- | --- | --- | ---- | ----- |
| 1994     | Orlando Magic       | 3   | 3   | 42,0 | 51,1  | -   | 47,1 | 13,3  | 2,3 | 0,7 | 3,0  | 20,7  |
| 1995     | Orlando Magic       | 21  | 21  | 38,3 | 57,7  | -   | 57,1 | 11,9  | 3,3 | 0,9 | 1,9  | 25,7  |
| 1996     | Orlando Magic       | 12  | 12  | 38,3 | 60,6  | -   | 39,3 | 10,0  | 4,6 | 0,8 | 1,3  | 25,8  |
| 1997     | L.A. Lakers         | 9   | 9   | 36,2 | 51,4  | -   | 61,0 | 10,6  | 3,2 | 0,6 | 1,9  | 26,9  |
| 1998     | L.A. Lakers         | 13  | 13  | 38,5 | 61,2  | -   | 50,3 | 10,2  | 2,9 | 0,5 | 2,6  | 30,5  |
| 1999     | L.A. Lakers         | 8   | 8   | 39,4 | 51,0  | -   | 46,6 | 11,6  | 2,3 | 0,9 | 2,9* | 26,6  |
| 2000†    | L.A. Lakers         | 23  | 23  | 43,5 | 56,6  | -   | 45,6 | 15,4* | 3,1 | 0,6 | 2,4  | 30,7* |
| 2001†    | L.A. Lakers         | 16  | 16  | 42,3 | 55,5  | -   | 52,5 | 15,4* | 3,2 | 0,4 | 2,4  | 30,4  |
| 2002†    | L.A. Lakers         | 19  | 19  | 40,8 | 52,9  | -   | 64,9 | 12,6  | 2,8 | 0,5 | 2,5  | 28,5  |
| 2003     | L.A. Lakers         | 12  | 12  | 40,1 | 53,5  | -   | 62,1 | 14,8  | 3,7 | 0,6 | 2,8  | 27,0  |
| 2004     | L.A. Lakers         | 22  | 22  | 41,7 | 59,3* | -   | 42,9 | 13,2  | 2,5 | 0,3 | 2,8* | 21,5  |
| 2005     | Miami Heat          | 13  | 13  | 33,2 | 55,8  | -   | 47,2 | 7,8   | 1,9 | 0,4 | 1,5  | 19,4  |
| 2006†    | Miami Heat          | 23  | 23  | 33,0 | 61,2  | -   | 37,4 | 9,8   | 1,7 | 0,5 | 1,5  | 18,4  |
| 2007     | Miami Heat          | 4   | 4   | 30,3 | 55,9  | -   | 33,3 | 8,5   | 1,3 | 0,3 | 1,5  | 18,8  |
| 2008     | Phoenix Suns        | 5   | 5   | 30,0 | 44,0  | -   | 50,0 | 9,2   | 1,0 | 1,0 | 2,6  | 15,2  |
| 2010     | Cleveland Cavaliers | 11  | 11  | 22,1 | 51,6  | -   | 66,0 | 5,5   | 1,4 | 0,2 | 1,2  | 11,5  |
| 2011     | Boston Celtics      | 2   | 0   | 6,0  | 50,0  | -   | 0,0  | 0,0   | 0,5 | 0,5 | 0,0  | 1,0   |
| Carriera | Carriera            | 216 | 214 | 37,5 | 56,3  | -   | 50,4 | 11,6  | 2,7 | 0,5 | 2,1  | 24,3  |

#### Massimi in carriera
- Massimo di punti: 61 vs Los Angeles Clippers (6 marzo 2000)[46]
- Massimo di rimbalzi: 28 vs New Jersey Nets (20 novembre 1993)
- Massimo di assist: 10 vs Toronto Raptors (11 aprile 2006)
- Massimo di palle rubate: 5 (3 volte)
- Massimo di stoppate: 15 vs New Jersey Nets (20 novembre 1993)
- Massimo di minuti giocati: 55 vs Utah Jazz (24 gennaio 2000)

## Palmarès

### Squadra

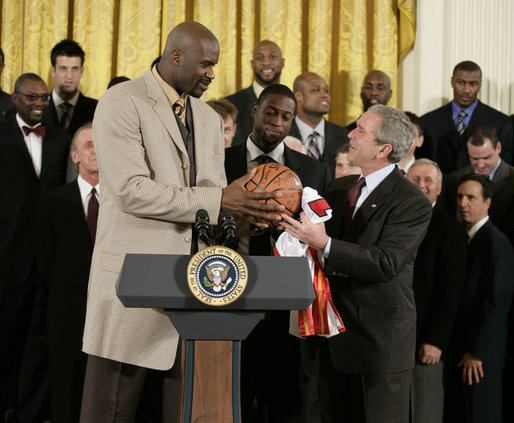
Shaquille O'Neal con gli Heat insieme a Dwyane Wade e al presidente George W. Bush alla Casa Bianca, per la vittoria del titolo NBA 2006

#### NBA
- Campionato NBA: 4

Los Angeles Lakers: 2000, 2001, 2002
Miami Heat: 2006

#### Nazionale

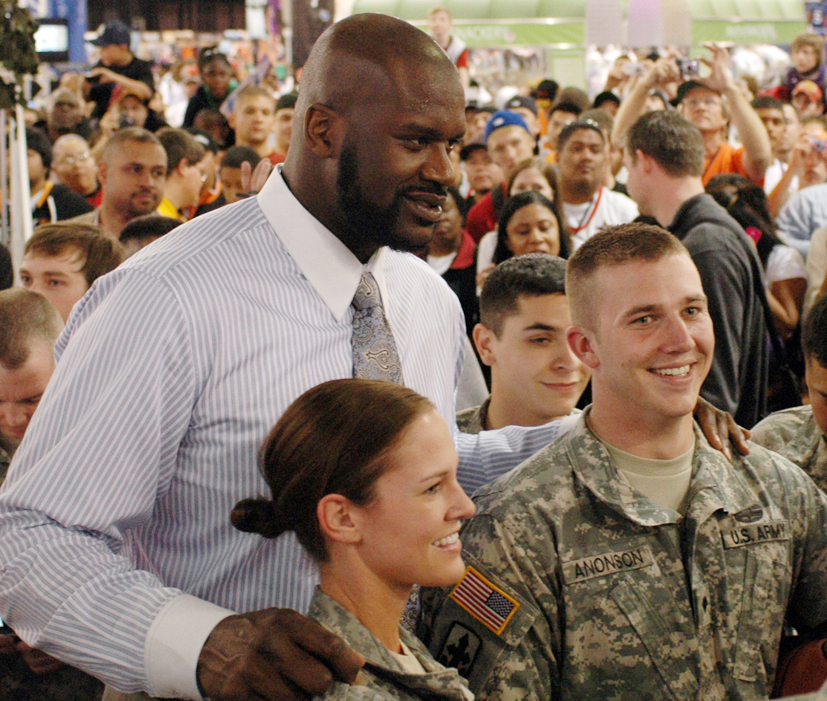
O'Neal all'NBA All Star Game

- Mondiali: 1 oro

Stati Uniti: 1994
- Olimpiadi: 1 oro

Stati Uniti: 1996

### Individuale
- MVP della regular season: 1

2000
- MVP delle finali: 3

2000, 2001, 2002
- Rookie dell'anno: 1

1993
- McDonald's All-American Game: 1

1989
- NCAA AP Player of the Year: 1

1991
- NCAA AP All-America Fist Team: 2

1991, 1992
- Squadre All-NBA : 14

First Team: 1998, 2000, 2001, 2002, 2003, 2004, 2005, 2006
Second Team: 1995, 1999
Third Team: 1994, 1996, 1997, 2009
- Squadre All-Defensive : 3

Second Team : 2000, 2001, 2003
- MVP dell'All-Star Game: 3

2000 (a pari merito con Tim Duncan), 2004, 2009 (a pari merito con Kobe Bryant)
- Convocazioni all'NBA All-Star Game: 15 (tra parentesi le edizioni saltate per infortunio)

1993, 1994, 1995, 1996, (1997), 1998, 2000, (2001), (2002), 2003, 2004, 2005, 2006, 2007, 2009
- Miglior marcatore NBA: 1995, 2000
- 10 volte più alta percentuale dal campo in stagione NBA (record)
- 9 volte più alta percentuale al tiro da 2 punti in stagione NBA (record condiviso con Wilt Chamberlain)
- Undicesimo miglior marcatore di sempre sommando ABA e NBA
- Nono miglior marcatore di sempre NBA
- Quindicesimo miglior rimbalzista di sempre NBA
- Ottavo miglior stoppatore di sempre NBA
- Prima scelta assoluta al Draft NBA 1992
- MVP dei mondiali: 1

1994
- FIBA World Cup All-Tournament Teams: 1

1994
- Inserito tra i 50 migliori giocatori del cinquantenario della NBA
- Inserito nel NBA 75th Anniversary Team
- Inserito nella Naismith Memorial Basketball Hall of Fame nel 2016

### Record
Il 19 gennaio 2010 grazie ad un layup nella partita contro i Toronto Raptors, O'Neal ha raggiunto quota 28 000 punti segnati nella NBA. È il quinto giocatore nella storia della lega a raggiungere tale record dopo Kareem Abdul-Jabbar, Karl Malone, Michael Jordan e Wilt Chamberlain, record che dopo di lui viene raggiunto anche da Kobe Bryant, Carmelo Anthony, Kevin Durant, LeBron James e Dirk Nowitzki.

## Carriera di cantante
Dal 1993 O'Neal ha intrapreso, parallelamente a quella di cestista, anche la carriera di rapper. Finora ha pubblicato cinque album in studio e una compilation. Alcuni brani di questi album sono frutto della collaborazione con artisti di fama internazionale come Notorious B.I.G., Jay-Z, Dr. Dre, Snoop Dogg e Ludacris.
O'Neal ha inoltre inciso delle tracce per le colonne sonore dei film Kazaam e Steel, ai quali ha partecipato anche in qualità di attore protagonista.
Nel 1995 compare nel brano 2Bad di Michael Jackson, presente nell'album HIStory: Past, Present and Future - Book I, in un intermezzo rap mentre nel 1998, registra il brano "We Be Ballin" insieme ad Ice Cube e Michael Jackson. Il brano doveva inizialmente essere incluso in una compilation NBA, poi non pubblicata.

### Album

#### Album studio
- Shaq Diesel (1993)
- Shaq-Fu: Da Return (1994)
- You Can't Stop the Reign (1996)
- Respect (1998)
- Shaquille O'Neal Presents His Superfriends, Vol. 1 (2001)

#### Raccolte
- The Best of Shaquille O'Neal (1996)

### Singoli
- (I Know I Got) Skillz (1993)
- Shoot Pass Slam (1993)
- I'm Outstanding (1994)
- Biological Didn't Bother (1994)
- No Hooks (1994)
- I'm Outstanding (1996)
- Can't Stop The Reign (1996)
- Strait Playin' (1996)
- I'll Make Your Dream Come True (1996)
- Wishes (1996)
- Men of Steel (1997)
- Straight Playin' (1997)
- The Way It's Going Down (1998)
- Blaq Supaman (1998)
- Fly Like An Eagle (1998)
- Connected (2001)
- In The Sun (2001)
- I Don't Care (2001)

### Carriera da DJ
O'Neal negli ultimi tempi si è anche dilettato come disc jockey, usando lo pseudonimo di DJ Diesel, nome derivante da uno dei suoi molteplici soprannomi. Ha raggiunto una discreta fama e ha partecipato a eventi negli Stati Uniti e in Europa, tra cui Tomorrowland.

## Filmografia
- Blue Chips - Basta vincere (Blue Chips), regia di William Friedkin (1994)
- Kazaam - Il gigante rap (Kazaam), regia di Paul Michael Glaser (1996)
- Missione hamburger (Good Burger), regia di Brian Robbins (1997)
- Steel, regia di Kenneth Johnson (1997)
- L'inventore pazzo (Chairman of the Board), regia di Alex Zamm (1998)
- The Wash, regia di Dj Pooh (2001)
- Freddy Got Fingered, regia di Tom Green (2001)
- After the Sunset, regia di Brett Ratner (2004)
- Scary Movie 4, regia di David Zucker (2006)
- Jack e Jill (Jack and Jill), regia di Dennis Dugan (2011)
- Un weekend da bamboccioni 2 (Grown Ups 2), regia di Dennis Dugan (2013)
- I Puffi 2 (The Smurfs 2), regia di Raja Gosnell (2013) - voce
- Insieme per forza (Blended), regia di Frank Coraci (2014)
- The LEGO Movie, regia di Phil Lord e Christopher Miller (2014) - voce
- Show Dogs - Entriamo in scena (Show Dogs), regia di Raja Gosnell (2018) - voce
- Uncle Drew, regia di Charles Stone III (2018)
- Hubie Halloween, regia di Steven Brill (2020)

## Doppiatori italiani
Nelle versioni in italiano dei suoi film, Shaquille O'Neal è stato doppiato da:
- Simone Mori in Kazaam - Il gigante rap, Hubie Halloween
- Paolo Marchese in Blue Chips - Basta vincere
- Alessandro Rossi in Steel
- Teo Bellia in Scary Movie 4
- Roberto Draghetti in Insieme per forza

Da doppiatore è sostituito da:
- Nino Frassica in Show Dogs - Entriamo in scena

## Opere
- (EN) Shaquille O'Neal, Shaq Talks Back: The Uncensored Word on My Life and Winning in the NBA, St. Martin's Press, 2001, ISBN 0-312-27845-4.